# Novooleksandrivka, Kazanka
Novooleksandrivka (în ucraineană Новоолександрівка) este un sat în comuna Vesela Balka din raionul Kazanka, regiunea Mîkolaiiv, Ucraina.

## Demografie
Componența lingvistică a localității Novooleksandrivka
     Ucraineană (93,1%)
     Rusă (3,45%)
     Română (3,45%)
Conform recensământului din 2001, majoritatea populației localității Novooleksandrivka era vorbitoare de ucraineană (93,1%), existând în minoritate și vorbitori de rusă (3,45%) și română (3,45%).